# Omid Noorafkan
Omid Noorafkan (en persa: امید نورافکن‎; Rayy, Teherán, 9 de abril de 1997) es un futbolista iraní que juega en la demarcación de defensa para el Malavan FC de la Iran Pro League.

## Selección nacional
Tras jugar en la selección de fútbol sub-17 de Irán, la sub-20 y la sub-23, finalmente hizo su debut con la selección absoluta el 17 de marzo de 2018 en un encuentro amistoso contra Sierra Leona que finalizó con un resultado de 4-0 a favor del combinado iraní tras los goles de Mohammad Reza Khanzadeh, Kaveh Rezaei y un doblete de Ali Gholizadeh.

## Clubes
| Club                  | País    | Año       | Partidos | Goles |
| --------------------- | ------- | --------- | -------- | ----- |
| Esteghlal FC          | Irán    | 2015-2018 | 65       | 5     |
| Royal Charleroi SC    | Bélgica | 2018-2019 | 2        | 0     |
| Esteghlal FC (cedido) | Irán    | 2019      | 14       | 0     |
| Sepahan FC            | Irán    | 2019-2024 | 151      | 17    |
| Malavan FC (cedido)   | Irán    | 2024-     | 34       | 5     |

## Palmarés

### Campeonatos nacionales
| Título     | Club         | País | Año  |
| ---------- | ------------ | ---- | ---- |
| Copa Hazfi | Esteghlal FC | Irán | 2018 |